# Bailly-le-Franc

Bailly-le-Franc este o comună în departamentul Aube din nord-estul Franței. În 1 ianuarie 2022 avea o populație de 36 de locuitori.